# Арђине (Новара)
Арђине је насеље у Италији у округу Новара, региону Пијемонт.
Према процени из 2011. у насељу је живело 48 становника. Насеље се налази на надморској висини од 169 м.